# Dödligt vapen 2

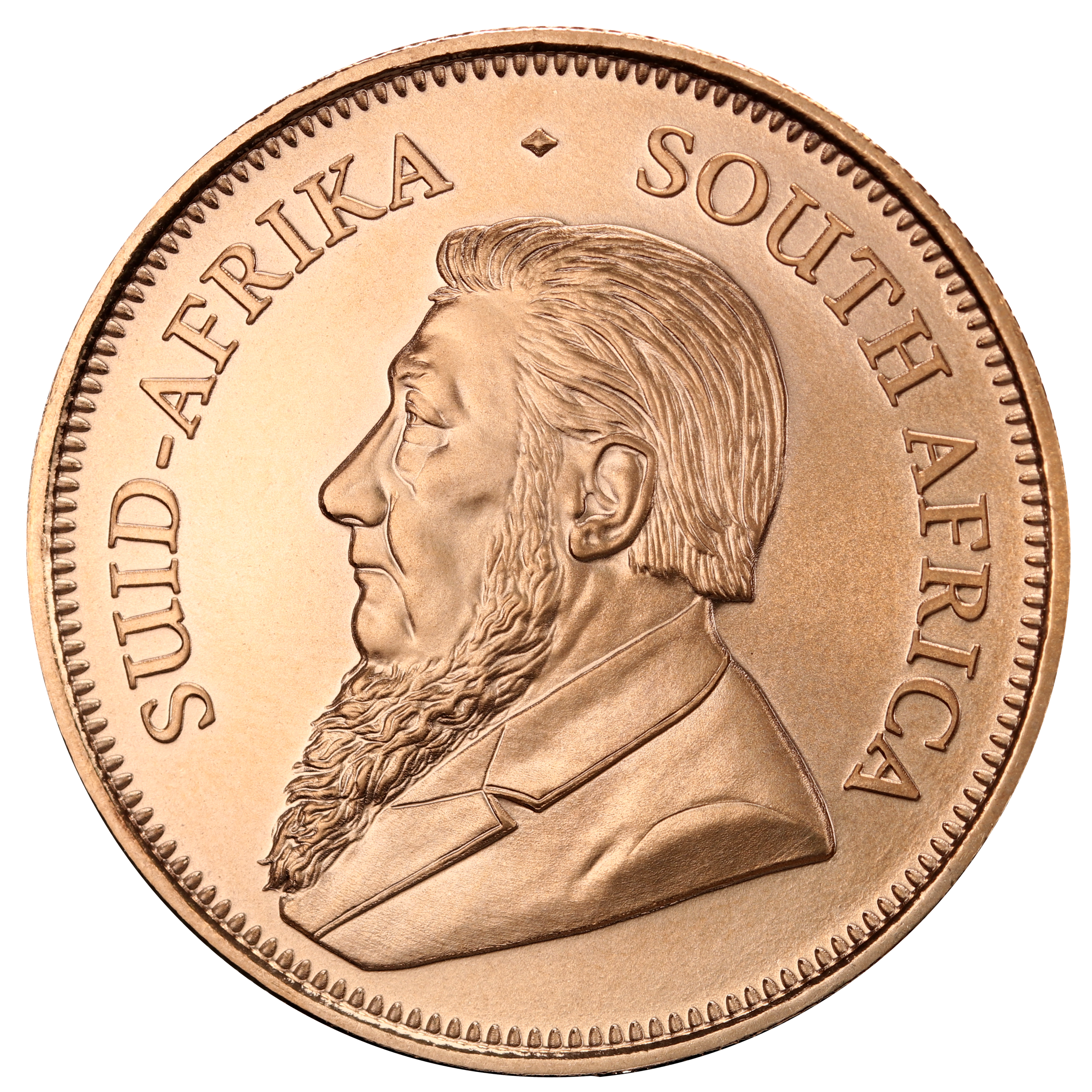
I inledningen stoppas en bil som är full med Krugerrand

Dödligt vapen 2 (engelska: Lethal Weapon 2), är en amerikansk actionfilm som hade biopremiär 1989, regisserad av Richard Donner med Mel Gibson, Danny Glover och Joe Pesci i huvudrollerna.

## Handling
Martin Riggs (Mel Gibson) och Roger Murtaugh (Danny Glover) är poliser i Los Angeles. Nu misstänker de att sydafrikanska diplomater är inblandade i droghandeln, bland annat sedan de stoppat en bil full med Krugerrand. Eftersom dessa skyddas av diplomatisk immunitet tar de hjälp av en misslyckad bov, Leo Getz (Joe Pesci).

## Rollista (i urval)
| Mel Gibson        | – Martin Riggs                 |
| Danny Glover      | – Roger Murtaugh               |
| Joe Pesci         | – Leo Getz                     |
| Joss Ackland      | – Arjen Rudd                   |
| Derrick O'Connor  | – Pieter Vorstedt              |
| Patsy Kensit      | – Rika Van Den Haas            |
| Darlene Love      | – Trish Murtaugh               |
| Traci Wolfe       | – Rianne Murtaugh              |
| Steve Kahan       | – kommissarie Murphy           |
| Mark Rolston      | – Hans                         |
| Jenette Goldstein | – kriminalpolis Meagan Shapiro |
| Dean Norris       | – kriminalpolis Tim Cavanaugh  |
| Juney Smith       | – Tom Wyler                    |
| Nestor Serrano    | – Eddie Estaban                |
| Kenneth Tigar     | – Becker                       |
| Pat Skipper       | – torped                       |
| Bruce Young       | – torped                       |

## Om filmen
- Filmen hade Sverigepremiär den 11 augusti 1989.[10]

### Fotnoter
1. 1 2 3  läs online, Internet Movie Database , läst: 9 april 2016.[källa från Wikidata]
2. 1 2  läs online, www.allocine.fr , läst: 9 april 2016.[källa från Wikidata]
3. 1 2  läs online, www.metacritic.com , läst: 9 april 2016.[källa från Wikidata]
4. ↑  läs online, stopklatka.pl , läst: 9 april 2016.[källa från Wikidata]
5. ↑  läs online, www.boxofficemojo.com .[källa från Wikidata]
6. ↑  läs online, www.sfi.se .[källa från Wikidata]
7. ↑  Internet Movie Database, läs online, läst: 14 april 2017.[källa från Wikidata]
8. ↑  Box Office Mojo, läst: 7 mars 2019.[källa från Wikidata]
9. ↑  ”Lethal Weapon 2” (på engelska). Box Office Mojo. 7 juli 1989. http://www.boxofficemojo.com/movies/?id=lethalweapon2.htm. Läst 10 september 2016.
10. ↑  ”Lethal Weapon 2”. Svensk filmdatabas. 11 augusti 1989. http://www.sfi.se/sv/svensk-filmdatabas/Item/?type=MOVIE&itemid=18099. Läst 10 september 2016.